# Jude Monye
Jude Monye (ur. 16 listopada 1973) – nigeryjski lekkoatleta specjalizujący się w długich biegach sprinterskich, dwukrotny uczestnik letnich igrzysk olimpijskich (Atlanta 1996, Sydney 2000), złoty medalista olimpijski z Sydney w biegu sztafetowym 4 x 400 metrów.

## Sukcesy sportowe
- mistrz Nigerii w biegu na 400 metrów – 2000[1]

| Rok  | Miasto   | Zawody                    | Konkurencja        | Wynik         |
| ---- | -------- | ------------------------- | ------------------ | ------------- |
| 1995 | Harare   | Igrzyska afrykańskie      | bieg na 400 m      | brązowy medal |
| 1995 | Göteborg | Mistrzostwa świata        | sztafeta 4 x 400 m | brązowy medal |
| 2000 | Sydney   | Igrzyska olimpijskie      | sztafeta 4 x 400 m | złoty medal   |
| 2001 | Lizbona  | Halowe mistrzostwa świata | sztafeta 4 x 400 m | 5. miejsce    |

## Rekordy życiowe
- bieg na 200 metrów – 20,78 – Starkville 15/04/1995
- bieg na 400 metrów – 44,83 – Kingston 11/05/1996
- bieg na 400 metrów (hala) – 46,70 – Stuttgart 02/02/1997